# Alca mică
Alca atlantică (Alca torda) este o specie de pasăre din familia Alcidae. Are dimensiuni medii, și atinge 44 de cm. 

## Comunitate
Trăiește în Atlanticul de Nord, și nu vine spre țărm decât pentru a-și depune ouăle.

## Reproducere

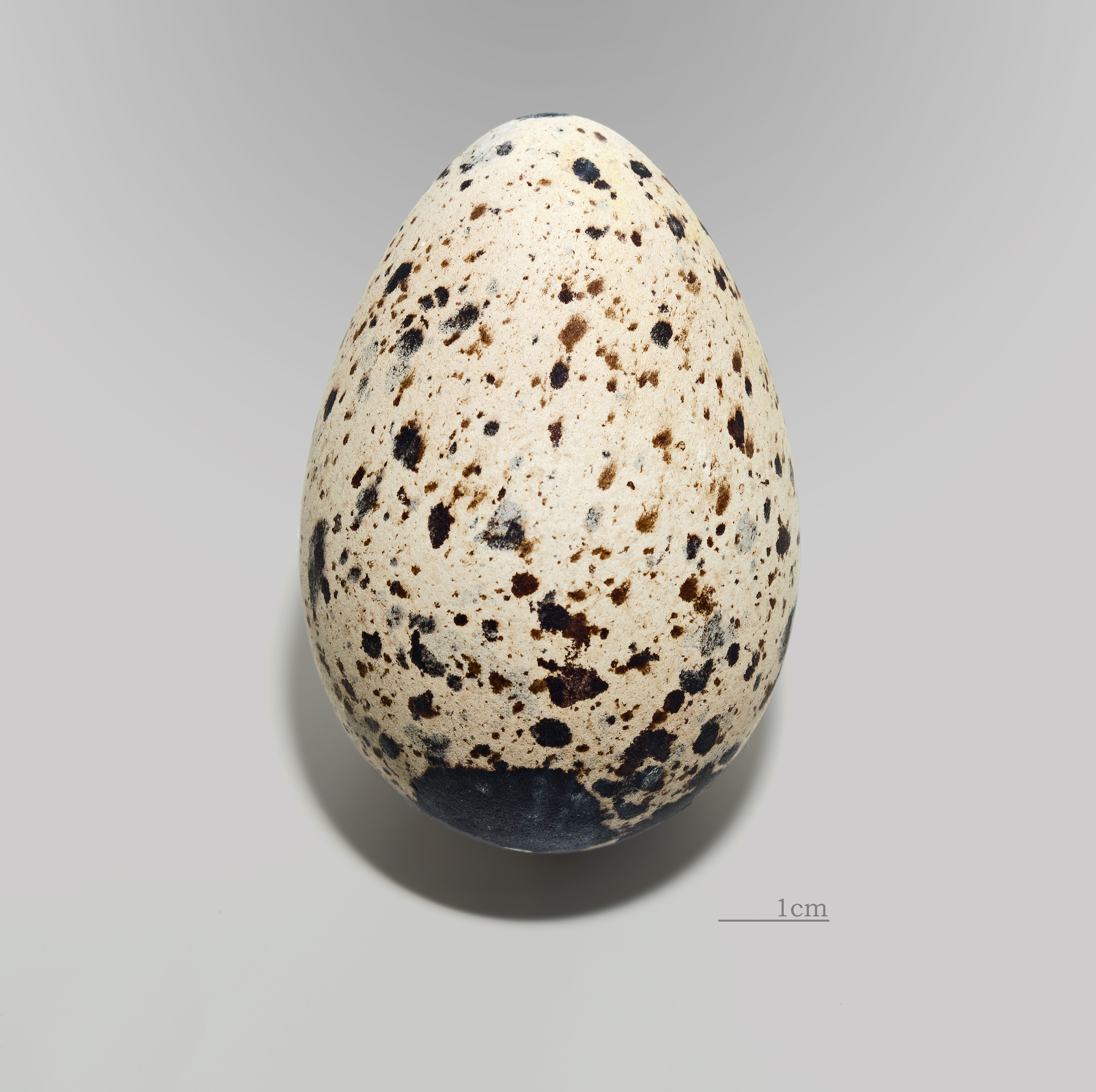
Alca torda

Femela depune un singur ou o dată; cei doi părinți îl clocesc pe rând timp de o lună. Părintele care nu clocește pleacă la pescuit pe mare, pentru a se hrăni și a-i aduce și partenerului său mâncare. După eclozare, părinții rămân alături de pui în timpul zilei; noaptea pleacă cu schimbul la prins pește pentru a-l hrăni. Din această cauză, puiul este expus prădătorilor (șoimul călător, vulpea polară).

## Caracteristici
Alca prinde peștii sub apă, propulsându-se cu ajutorul aripilor sale robuste. 